# Борисоглебская ГЭС
Борисоглебская ГЭС — гидроэлектростанция в Мурманской области России. Расположена на реке Паз на границе России и Норвегии, является нижней ступенью каскада Пазских ГЭС.

## История
Строительство ГЭС осуществлялось по заказу СССР специалистами норвежской фирмы «Норэлектро», началось в 1960 г. Генераторы и турбины для станции были изготовлены на заводах «ЛМЗ» и «Уралэлектроаппарат».
В эксплуатацию станция введена 1 апреля 1964 г. Около десяти лет после постройки являлась самой северной гидроэлектростанцией мира. По плотине ГЭС проходит государственная граница между Россией и Норвегией.
Машинный зал станции расположен под землей на глубине 50 м и сооружен в скале. Прежде чем вода реки Паз попадает на лопасти турбин, она совершает путь по тоннелю длиной 854 м, пробитому в скале. Высота сводов тоннеля 14 метров, ширина — 10 метров.
Станция имеет самое крупное на Каскаде пристанционное водохранилище протяженностью 41 км по руслу реки, которое обеспечивает суточное и недельное регулирование стока.
Состав сооружений ГЭС:
- глухая контрфорсная бетонная плотина длиной 78 м и наибольшей высотой 20,8 м;
- водосбросная железобетонная контрфорсная бетонная плотина длиной 40,25 м;
- водоприемник длиной 44 м;
- подводящий безнапорный туннель длиной 765 м;
- уравнительная камера длиной 60 м;
- двухниточный напорный турбинный водовод длиной 40 м;
- подземное здание ГЭС;
- 2 безнапорных отводящих туннеля длиной 130 м и 158 м;
- отводящий канал длиной 251 м.

Мощность ГЭС — 56 МВт, среднегодовая выработка — 275 млн кВт·ч. В здании ГЭС установлено 2 поворотно-лопастных гидроагрегата мощностью по 28 МВт, работающих при расчётном напоре 19,3 м.
Напорные сооружения ГЭС (длина напорного фронта 119 м) образуют водохранилище (озеро Фоссеватн) суточного регулирования площадью 56 км², полной и полезной ёмкостью 330 и 27 млн м³. При создании водохранилища было затоплено 100 га сельхозугодий.
ГЭС спроектирована институтом «Ленгидропроект», построена норвежской фирмой «Норэлектро» по заказу СССР.